# Obernholz
Obernholz est une municipalité allemande du land de Basse-Saxe et l'arrondissement de Gifhorn.